# Дрогомирецький Роман Юрійович
Рома́н Ю́рійович Дрогомире́цький (нар. 3 червня 1997) — український військовослужбовець, капітан Збройних сил України, учасник російсько-української війни.
Герой України (2022), лицар ордена Богдана Хмельницького ІІІ ступеня (2025).

## Життєпис
Після закінчення навчання у Прикарпатському військово-спортивному ліцеї-інтернаті, вступив до Харківського національного університету Повітряних сил імені Івана Кожедуба, який закінчив 2019 року.
Учасник ООС.

### Російське вторгнення в Україну 2022
9 березня 2022 року екіпаж вертольота, командиром якого був Роман, успішно відпрацював некерованими авіаційними ракетами по скупченню живої сили та легкоброньованій техніці противника, який намагався окупувати Київщину.
У березні 2022 року капітан Роман Дрогомирецький і майор Микола Любарець як добровольці виконали надскладний політ на гелікоптері з Дніпра до Маріуполя з метою доставки боєприпасів захисникам міста. На зворотному шляху вони здійснили медичну евакуацію вісьмох важкопоранених осіб.

## Нагороди
- звання «Герой України» з врученням ордена «Золота Зірка» (26 березня 2022) — за особисту мужність і героїзм, виявлені у захисті державного суверенітету та територіальної цілісності України, вірність військовій присязі[1].
- орден Богдана Хмельницького ІІІ ступеня (7 травня 2025)[2].